# For Honor
For Honor är ett actionspel som utvecklats av Ubisoft Montreal och släpptes av Ubisoft till Microsoft Windows, Playstation 4 och Xbox One den 14 februari 2017. Det tillkännagavs på E3 2015. Spelet har ett närstridssystem som beskrivs av utvecklarna som "The Art of Battle" och tillåter spelare att spela som historiska soldater såsom medeltida riddare, samurajer och vikingar i en medeltida fantasymiljö.